# Boris Michailowitsch Gurewitsch
Boris Michailowitsch Gurewitsch (* 23. Februar 1937 in Kiew; † 12. November 2020 in Chicago, Illinois) war ein sowjetischer Ringer.

## Werdegang
Boris Gurewitsch begann als Jugendlicher mit dem Ringen. Der Ukrainer trat 1957 in die Sowjetarmee ein und wurde Mitglied des Armeesportklubs Kiew. Bereits 1958 sorgte er in sowjetischen Ringerkreisen für Aufsehen, als er sowjetischer Meister im Halbschwergewicht, freier Stil, vor dem erfahrenen Boris Kulajew und Anatoli Albul wurde. Bei der II. Völkerspartakiade der Sowjetunion 1959 unterlag er im Finale diesmal gegen Boris Kulajew, besiegte aber den Georgier Schota Lomidse und belegte den 2. Platz. Auch 1960 belegte er bei den sowjetischen Meisterschaften hinter Boris Kulajew aber vor Anatoli Albul den 2. Platz. 1961 holte er sich den sowjetischen Meistertitel im Halbschwergewicht zurück und gewann vor Albul und M. Zemljanow.
1961 begann auch die internationale Karriere von Boris Gurewitsch. Bei der Weltmeisterschaft in Yokohama unterlag er im Finale gegen Gholamreza Takhti aus dem Iran und wurde Vizeweltmeister. Auch 1962 war er in Toledo bei der Weltmeisterschaft am Start, schaffte drei Siege, unterlag aber dann gegen Mansour Mehdizadeh aus dem Iran und Hasan Güngör aus der Türkei und kam nur auf den 4. Platz.
Da er sich in den folgenden Jahren auch in der Sowjetunion gegen seine harten Konkurrenten Anatoli Albul, Gennadi Strachow, Wladimir Gulutkin, Schota Lomidse und Alexander Medwed nicht mehr durchsetzen konnte, stockte seine internationale Ringerkarriere bis 1967.
Ab 1967 folgten aber noch vier Jahre mit den größten Erfolgen in der Laufbahn von Boris Gurewitsch.
Er wurde Olympiasieger 1968, Weltmeister 1967 und 1969 und Europameister 1967 und 1970 und verlor bei diesen fünf Turnieren keinen Kampf mehr.
1971 trat der Offizier der Sowjetunion vom internationalen Wettkampfgeschehen zurück.

## Internationale Erfolge
(OS = Olympische Spiele, WM = Weltmeisterschaft, EM = Europameisterschaft, F = freier Stil, Mi = Mittelgewicht, bis 1961 bis 79 kg Körpergewicht, ab 1962 bis 87 kg Körpergewicht, Hs = Halbschwergewicht, bis 1961 bis 87 kg, ab 1962 bis 97 kg Körpergewicht) 
- 1961, 2. Platz, WM in Yokohama, F, Hs, mit  Siegen über Shunichi Kawano, Japan und Hasan Güngör, Türkei und einer Niederlage gegen Gholamreza Takhti, Iran;
- 1962, 4. Platz, WM in Toledo/USA, F, Mi, mit Siegen über William Farrell, USA, Géza Hollósi, Ungarn und Prodan Gardschew, Bulgarien und Niederlagen gegen Mansour Mehdizadeh, Iran und Hasan Güngör, Türkei;
- 1967, 1. Platz, EM in Istanbul, F, Mi, mit Siegen über Géza Hollósi und Prodan Gardschew und Unentschieden gegen Hasan Güngör und Francisc Balla, Rumänien;
- 1967, 1. Platz, WM in Neu-Delhi, F, Mi, mit Siegen über Géza Hollósi, Sigfried Handrock, DDR, Wayne Baugham, USA und Francisc Balla und einem Unentschieden gegen Prodan Gardschew;
- 1968, Goldmedaille, OS in Mexiko-Stadt, F, Mi, mit Siegen über Ronald Grinstead, Großbritannien, Robert Nihon, Bahamas, Jan Wypiórczyk, Polen und Lupe Lara, Kuba und Unentschieden gegen Prodan Gardschew und Dschigdschidyn Mönchbat, Mongolei;
- 1969, 1. Platz, WM in Mar del Plata, F, Mi, mit Siegen über Hiroyoshi Fujigawa, Japan, Edward Millard, Kanada und Etienne Martinetti, Schweiz und Unentschieden gegen Russi Petrow, Bulgarien und Henk Schenk, USA,
- 1970, 1. Platz, EM in Berlin, F, Mi, mit Siegen über Károly Bajkó, Ungarn, Roland Andersson, Schweden, Kazimir Valach, CSSR und Umberto Marcheggiani, Italien